# Paranthan
Paranthan (Tamil: பரந்தன் Parantaṉ [ˈpaɾʌn̪d̪ən], Singhalesisch: පරන්තන් Parantan [ˈparan̪d̪an]) ist ein Ort im Distrikt Kilinochchi in der Nordprovinz Sri Lankas.
Paranthan liegt an der Kreuzung der Hauptstraße A9 Kandy–Jaffna mit der A35, 6 Kilometer nördlich von Kilinochchi und 12 Kilometer südlich vom Elefantenpass.
Der Ort befindet sich in einem Gebiet, das im sri-lankischen Bürgerkrieg (1983–2009) von den LTTE und den Regierungstruppen umkämpft war. Die strategische Straßenkreuzung von Paranthan wurde schon mehrmals angegriffen und von verschiedenen Fraktionen erobert (Anfang der 1990er von den LTTE, 1996 von der Regierungstruppen, 1999 von den LTTE, Anfang Januar 2009 von den Regierungstruppen). 
Vor dem Bürgerkrieg gab es in Paranthan eine chemische Fabrik der Paranthan Chemical Company Limited. 